# 尊超入道親王

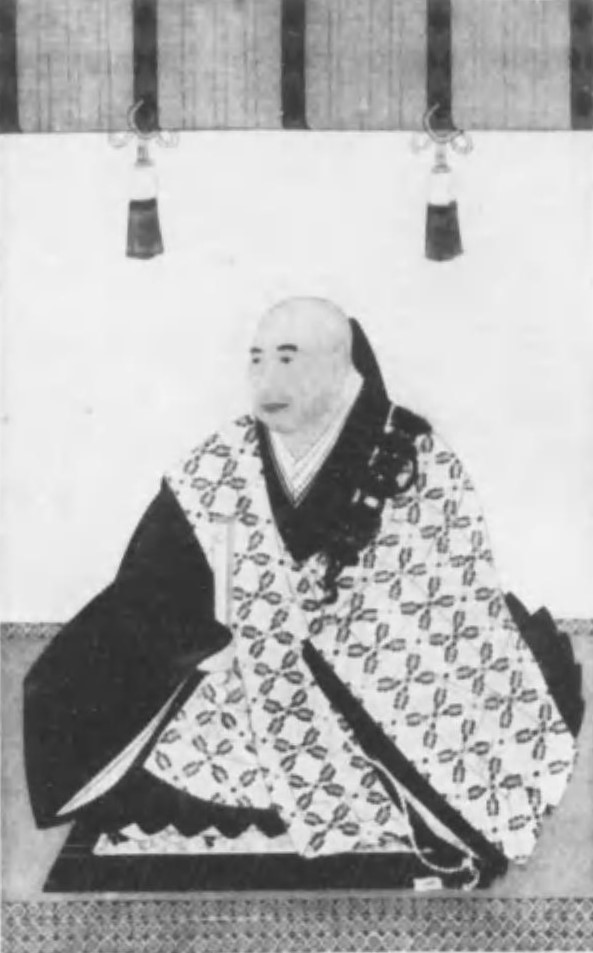
尊超入道親王(知恩院蔵)

尊超入道親王（そんちょうにゅうどうしんのう、享和2年7月10日（1802年8月7日） - 嘉永5年7月7日（1852年8月21日））は、江戸時代後期の皇族。父は有栖川宮織仁親王。幼名は種宮。諱は福道。「可笑」・「春山」・「玉龍」の雅号も名乗った。知恩院門跡であったことから華頂宮とも尊称された。兄に有栖川宮韶仁親王、姉に楽宮喬子女王、妹に登美宮吉子女王などがいる。能書家として知られ、絵も能くした。

## 経歴
享和2年、有栖川宮織仁親王の八男として誕生。生母は家女房の安藤清子である。文化2年8月7日（1805年8月30日）、空室であった知恩院門跡の相続が内定し、文化6年6月26日（1809年8月7日）に第11代将軍・徳川家斉の猶子となる。その後、文化7年3月27日（1810年5月29日）に親王宣下を受け、5月23日（1810年6月24日）に知恩院へ入寺して得度、法諱を福道と称した。その後、文化14年2月26日（1817年4月12日）には二品に叙せられた。
尊超入道親王は、徳川将軍家の帰依を受ける知恩院の門主を務める関係から、生涯で5回にわたって江戸を訪れ、時の将軍徳川家慶やその世子の徳川家祥らに授戒した。また、後には仁孝天皇及び孝明天皇にも授戒している。
嘉永5年2月中旬（1852年3月初頭）に風邪をこじらせた尊超入道親王は、その後次第に容態を崩し、同年7月7日（8月21日）に薨去。享年51。しばらくの間喪は秘され、その間に一品に叙せられている。同年の8月21日（10月4日）に正式に発喪された。法号は大光明院照蓮社耀誉阿芬陀梨尊超大和尚で、一心院内の知恩院宮墓地に葬られた。
尊超入道親王の薨去によって知恩院門室は伏見宮邦家親王王子の尊秀入道親王に相続されたが、尊秀入道親王は明治維新後に還俗し華頂宮博経親王と名乗った。
尊超入道親王は知恩院家来であった池内大学に漢学を学び、漢詩などの文才に優れ、生家・有栖川宮のお家芸である有栖川流の奥義も極めていたと伝わる。また、一心院の山号「群仙山」の命名者でもある。

## 参考資料
- 高松宮蔵版『織仁親王行実』（1938年）
- 薮内彦端 編『知恩院史』知恩院、1937年。全国書誌番号:46063307